# Động đất Tích Thạch Sơn 2023
Động đất Tích Thạch Sơn 2023 (tiếng Trung: 2023年积石山县地震) là trận động đất xảy ra vào lúc 23:59 (CST), ngày 18 tháng 12 năm 2023. Trận động đất có cường độ 6,1 Mw, tâm chấn độ sâu khoảng 10 km. Hậu quả trận động đất đã làm 151 người chết, 982 người bị thương.